# Hugh Tweedie
Sir Hugh Justin Tweedie, KCB (* 5. April 1877 in Charlton, Kent; † 20. August 1951) war ein britischer Seeoffizier der Royal Navy, der als Vizeadmiral unter anderem zwischen 1931 und 1933 Oberkommandierender der Seestreitkräfte in Afrika (Commander-in-Chief, Africa Station) sowie zuletzt von 1933 bis 1935 Oberkommandierender der Seestreitkräfte in der Nordsee (Commander-in-Chief, The Nore) war. 1935 wurde er zum Admiral befördert.

## Leben

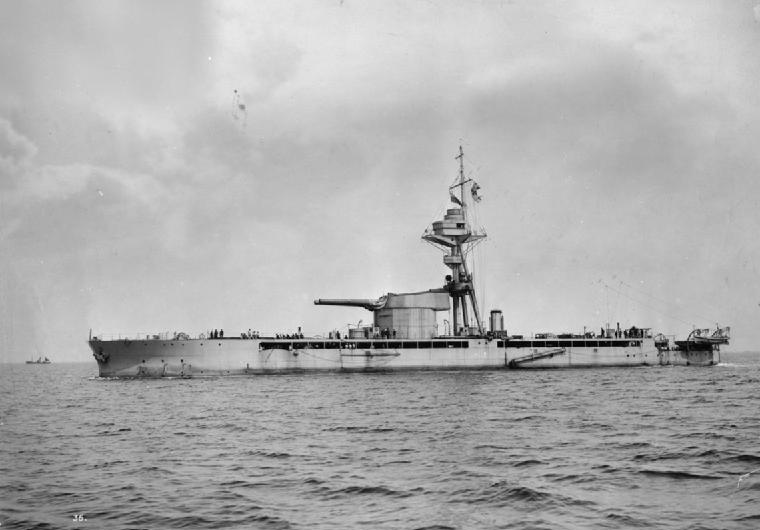
Kapitän zur See Tweedie wurde erster Kommandant des am 17. Juni 1915 in Dienst genommenen Monitor HMS Marshal Ney.

Hugh Justin Tweedie, dessen Vater Michael Tweedie Generalmajor der Royal Artillery war, begann am 15. Januar 1891 seine Ausbildung zum Seeoffizier in der Royal Navy und wurde während seines Dienstes auf dem Panzerschiff HMS Dreadnought am 15. Juli 1893 zum Midshipman befördert. In der Folgezeit diente er auf dem Schlachtschiff HMS Rodney sowie der Korvette HMS Active. Am 15. Juli 1897 erfolgte seine Beförderung zum Sub-Lieutenant, woraufhin er auf dem Kreuzer HMS Phoebe Verwendung fand. Am 25. März 1899 wurde er zum Lieutenant befördert, woraufhin er Verwendungen auf dem Zerstörer HMS Flying Fish, dem Kreuzer HMS Minerva sowie dem Einheitslinienschiff HMS Albion fand. Nachdem er 1906 das Britannia Royal Naval College (BRNC) absolviert hatte, wurde er zum Panzerkreuzer HMS King Alfred versetzt, dem Flaggschiff des Oberkommandierenden der Seestreitkräfte in China (China Station), Admiral Arthur Moore.
Am 30. Juni 1910 erfolgte seine Beförderung zum Commander. Daraufhin versah Tweedie Dienst auf den Torpedobootzerstörern Bonetta, Wolf und Cameleon sowie unter dem Kommando von Reginald Tyrwhitt auf dem Panzerkreuzer Good Hope. Im Januar 1914 wurde er zum Panzerkreuzer Essex versetzt und am 31. Dezember 1914 zum Captain befördert, woraufhin er danach sein erstes Kommando als Kommandant des am 17. Juni 1915 in Dienst genommenen Monitor HMS Marshal Ney übernahm. 1916 wurde er Kommandant des Monitor Sir Thomas Picton. Nachdem er von April bis November 1917 Kommandant des Leichten Kreuzer Champion war fungierte er zwischen November 1917 und April 1920 als Kommandant des Leichten Kreuzer Castor. und war zugleich von Dezember 1917 bis Mai 1920 Kommodore der Zerstörer der Großen Flotte (Commander Destroyers, Grand Fleet), deren Oberkommandierender Admiral David Beatty war. Für seine Verdienste während des Ersten Weltkrieges wurde er zum 1. Januar 1919 zum Companion des Order of the Bath ernannt.

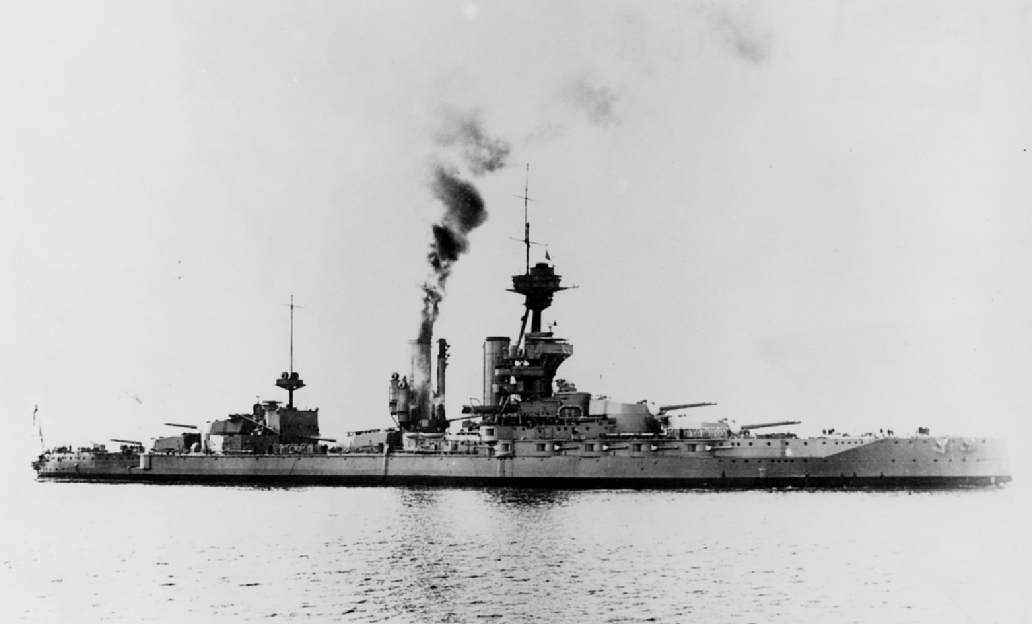
Während der Chanakkrise im September 1922 war Tweedie Kommandant des zur Mittelmeerflotte (Mediterranean Fleet) gehörenden Schlachtschiffs HMS Marlborough

Nach Kriegsende wurde Captain Tweedie zunächst zur Küstenwache (Coast Guard) versetzt und war danach zwischen Juli 1922 und August 1923 Kommandant des zur Mittelmeerflotte (Mediterranean Fleet) gehörenden Schlachtschiffs HMS Marlborough, die während der Chanakkrise im September 1922 zum Einsatz kam. Im September 1923 löste er Kapitän zur See Vernon Haggard als Leiter der Abteilung Ausbildung und Stabsdienste (Director of Training and Staff Duties) in der Admiralität ab und bekleidete diesen Posten bis zu seiner Ablösung durch Kapitän zur See Arthur Lionel Snagge im Januar 1926.
Hugh Tweedie, der am 2. März 1926 zum Rear-Admiral befördert wurde, löste im Oktober 1927 Konteradmiral John Ewen Cameron als Kommandeur der Marineeinheiten auf dem Jangtsekiang (Senior Naval Officer, Yangtse) und verblieb in dieser Verwendung bis zu seiner Ablösung durch Konteradmiral Colin Kenneth MacLean im Oktober 1929. Am 24. Mai 1930 wurde er zum Vice-Admiral befördert. Er übernahm im Februar 1931 von Vizeadmiral Rudolf Burmester den Posten als Oberkommandierender der Seestreitkräfte in Afrika (Commander-in-Chief, Africa Station), die in Simon’s Town in der Tafelbucht stationiert war. Diese Funktion übte er bis zu seiner Ablösung durch Vizeadmiral Edward Evans im März 1933 aus.
Zuletzt löste Tweedie im Mai 1933 Admiral Reginald Tyrwhitt als Oberkommandierender der in Chatham stationierten Seestreitkräfte in der Nordsee (Commander-in-Chief, The Nore) ab und bekleidete diesen Posten, bis er im Dezember 1935 abermals von Admiral Edward Evans abgelöst wurde. In dieser Verwendung wurde er am 3. Juni 1933 zum Knight Commander des Order of the Bath (KCB) geschlagen und führte seither den Namenszusatz „Sir“. Am 8. Mai 1935 wurde er schließlich zum Admiral befördert. Er lebte in Wraxall und war zudem zeitweise Deputy Lieutenant (DL) sowie Friedensrichter (JP) der Grafschaft Somerset.

## Veröffentlichung
- The story of a naval life, Autobiografie, Rich & Cowan, London 1939